# 4935 Maslachkova
4935 Maslachkova (1985 PD2) là một tiểu hành tinh vành đai chính được phát hiện ngày 13 tháng 8 năm 1985 bởi N. S. Chernykh ở Nauchnyj.